# Јован Мијушковић
Јован Мијушковић (Ниш, 17. септембар 1886 — Београд, 27. новембар 1944) био је српски хирург. Остаће упамћен по првој успешној операцији на отвореном срцу у Краљевини Југославији извршеној у Ваљеву 1928. године. За време немачке окупације у Другом светском рату био је министар здравља у Влади народног спаса до подношења оставке 1942. године. Стрељан је почетком новембра 1944. године у Београду.

## Живот и школовање
Основну и средњу школу похађао је у Београду. Медицинске науке с докторатом завршио је у Бечу 1914. где се налазио и међу оснивачима академског друштва „Зора“ и био његов председник. По дипломирању интерниран је у аустроугарски заробљенички логор и тамо остао до краја рата. Имао је кћи Аницу, професора француског језика.

## Каријера

### Лекарска каријера
После Првог светског рата најпре је радио у Улцињу. Од 1. априла 1919. је лекар Среза рачанског (Бајина Башта), затим лекар срезова ваљевског (од 21. септембра 1920) и тамнавског (од 3. фебруара 1921). Из Уба је 30. маја 1923. прешао у Београд, за секундарног лекара болничког хируршког одељења. Затим је специјализовао општу хирургију (делом у Бечу) и најпре био постављен за шефа хирургије и управника болнице у Ћуприји, а 1. јуна 1926. дошао на исту дужност у Ваљеву где је остао до 21. априла 1932.
У Ваљеву је 7. априла 1928. године, први у Краљевини Југославији, извео успелу операцију на отвореном срцу (оперисао је петнаестогодишњег Драгомира Митровића из Дупљаја, нехотично рањен у игри из малокалибарског пиштоља). О томе је много писано у новинама и часописима.
Радећи под Мијушковићевим руководством, хируршка служба Ваљевске болнице је 1927. године имала 344 оперативна захвата. Доцније је био: шеф санитета Министарства саобраћаја и професор историје медицине на Медицинском факултету у Београду (приступно предавање “пред дупке препуним амфитеатром” одржао је почетком априла 1937). Мијушковић се бавио и научно-истраживачким радом у области хирургије публикујући радове у домаћим и иностраним часописима. Популарне чланке из медицине објављивао је у “Гласу Ваљева” и у београдској дневној штампи (у „Правди“ је 1933. писао о Дивчибарама).

### Политичка каријера
Политички је припадао Радикалној странци. У Срезу тамнавском је 1938. изабран за народног посланика на листи Југословенске радикалне заједнице.
За време Другог светског рата, у влади Милана Недића, је од 29. августа 1941. до 7. октобра 1941. био министар социјалне политике, а од 7. октобра 1941. до 10. новембра 1942. био министар социјалне политике и народног здравља. После подношења оставке на министарску дужност крајем 1942. био је шеф хирургије Градске болнице у Београду.

## Смрт
Стрељан је без пресуде по успостављању у Београду власти комуниста.
Београдски дневни лист Политика од 7. новембра 1944 објављује списак стрељаних. Ту налазимо поред других лекара и име доцента Медицинског факултета у Београду др Јована Мијушковића, хирурга, који је стрељан „...као сарадник окупатора јер је организовао санитетски кордон кроз који су морали да прођу све избеглице, које су после пропасти Југославије прелазиле у Србију. На тај је начин чувао немачке војнике од могуће епидемије..“!

## Занимљивости
У Ваљеву је 1992. године основана Фондација за развој „Др Јован Мијушковић.“